# Ptygura noodti
Ptygura noodti is een raderdiertjessoort uit de familie Flosculariidae. De wetenschappelijke naam van deze soort is voor het eerst geldig gepubliceerd in 1972 door Koste.